# Yuruginai mono hitotsu
Yuruginai mono hitotsu (jap. ゆるぎないものひとつ) – czterdziesty pierwszy singel japońskiego zespołu B’z, wydany 12 kwietnia 2006 roku. Osiągnął 1 pozycję w rankingu Oricon i pozostał na liście przez 12 tygodni, sprzedał się w nakładzie 233 375 egzemplarzy. Singel zdobył status platynowej płyty.
Utwór tytułowy został wykorzystany jako piosenka przewodnia filmu Detective Conan: The Private Eyes’ Requiem, a utwór Pierrot został użyty w reklamie Iro Melo Mix/DWANGO.

## Lista utworów
| Nr | Tytuł                                                | Czas |
| -- | ---------------------------------------------------- | ---- |
| 1. | „Yuruginai mono hitotsu” (jap. ゆるぎないものひとつ) | 4:37 |
| 2. | „Pierrot” (jap. ピエロ Piero)                        | 3:14 |

## Muzycy
- Tak Matsumoto: gitara, kompozycja i aranżacja utworów
- Kōshi Inaba: wokal, teksty utworów, aranżacja
- Shane Gaalaas: perkusja
- Akihito Tokunaga: gitara basowa, aranżacja
- Tomomi Tokunaga: instrumenty smyczkowe (#1)
- TAMA MUSIC Strings: instrumenty smyczkowe (#1)

## Notowania
| Lista                                  | Pozycja |
| -------------------------------------- | ------- |
| Oricon Weekly Singles Chart            | 1       |
| Oricon Yearly Singles Chart (rok 2006) | 33      |